# 화신학원
학교법인 화신학원(學校法人 和信學園)은 대한민국의 학교법인이다. 초대 이사장은 한이조이며, 2018년 기준 한승완 이사장이 재임하고 있다. 초등교육 과정을 제외한 유아교육, 중등교육, 고등교육 과정을 지원하고 있는 사학법인이다.

## 역대 이사장
1. 법학박사 한이조(1977년 10월 20일 ~ 1988년 6월 7일)
2. 공학박사 한백용[1](1988년 6월 7일 ~ 2015년 4월 22일)
3. 무역학박사 한승완(2015년 4월 22일 ~ )

## 산하 기관

### 화신사이버대학교
화신사이버대학교는 부산광역시에 위치한 대한민국의 사이버대학이다. 2009년 개교하였으며, 언어학과 상담·복지학 교육에 초점을 맞춰 학과를 편제하고 있다.

### 부산경상대학교
부산경상대학교는 부산광역시에 위치한 대한민국의 전문대학이다. 1979년 부산경상전문대학으로 설립되었으며, 2011년에 지금의 교명으로 변경하였다. 2018년 기준, 전문학사 양성을 위한 18개 학과에 2,900여명의 학생이 재학중이다. 약칭은 경상대 또는 부산경상대가 쓰인다.

### 부산외국어고등학교
부산외국어고등학교는 부산광역시에 위치한 대한민국의 외국어고등학교이다. 1985년 부산외국어학교로 설립되었고 1991년 특수목적 개편 인가를 득하여 이듬해에 현재의 교명으로 변경, 특수목적 1회 (제8회) 입학식을 거행하였다. 영어를 공통 과정으로, 일본어, 중국어, 불어, 독일어 이상 4개 언어가 선택 과정으로 설치되어 있다. 2015년 기준, 765명의 학생이 재학중이다.

### 부산경상대학교 부속유치원
부산경상대학교 부속유치원은 부산광역시에 위치한 사립 부속 유치원이다. 1987년 설립되었다.